# Hélène Roussel
Ne doit pas être confondu avec Hélène Roussel (journaliste).
Pour les articles homonymes, voir Roussel.
Hélène Roussel est une actrice française, née le 2 septembre 1932 à Courbevoie et morte le 5 décembre 2022 à Bagnolet.

## Biographie
Hélène Roussel se produit dans des longs métrages sous la direction de Michel Deville, Jean-Pierre Mocky ou Arnaud Desplechin et dans de nombreuses séries télévisées : Fabien Cosma, Les Cordier, juge et flic, Avocats et Associés, Navarro, ou encore Louis Page.
Elle mène également une carrière de comédienne au théâtre, apparaissant dans Kean de Jean-Paul Sartre en 1953 et interprétant la veuve Raïevskaïa — son dernier rôle — dans Oncle Vania d’Anton Tchekhov en 2010,.
Elle meurt le 5 décembre 2022 à l'âge de 90 ans à Bagnolet. Ses obsèques se tiennent le 13 décembre au cimetière parisien de Pantin.

### Vie privée
Hélène Roussel est la sœur de Michèle Morgan et l'épouse d'André Cellier.

## Filmographie

### Cinéma
- 1954 : Escalier de service de Carlo Rim - La secrétaire du ministre
- 1955 : Razzia sur la chnouf d'Henri Decoin - La bonne de Liski
- 1956 : Paris Palace Hôtel d'Henri Verneuil - La caissière du salon de coiffure
- 1957 : L'Homme à l'imperméable de Julien Duvivier
- 1957 : Retour de manivelle de Denys de La Patellière - Une secrétaire
- 1967 : Des garçons et des filles d'Étienne Périer
- 1985 : Péril en la demeure de Michel Deville - La mère
- 1987 : Le violoncelle de Pascaline Simar - court métrage -
- 1988 : Mon cher sujet d'Anne-Marie Miéville - Odile
- 1989 : Divine enfant de Jean-Pierre Mocky - Blanche
- 1989 : Un amour de trop de Franck Landron - La mère
- 1991 : La Vie des morts d'Arnaud Desplechin - Nell O'Madden Burke
- 1993 : Le Regard de l'autre de Bruno Rolland - court métrage -
- 1994 : Lou n'a pas dit non d'Anne-Marie Mieville
- 1995 : Les Derniers Jours d'Emmanuel Kant de Philippe Colin
- 1995 : Intimité de Dominik Moll - Mme Crespin
- 1995 : Quelque chose de différent de Bruno Rolland - court métrage -
- 1995 : Les Apprentis de Pierre Salvadori - La mère d'Antione
- 1996 : Le Huitième Jour de Jaco Van Dormael - La mère de Julie
- 1997 : Au bord de l'autoroute d'Olivier Jahan - court métrage -
- 1999 : La Dilettante de Pascal Thomas - Mme Delaunay
- 2004 : La confiance règne d'Étienne Chatiliez - Clotilde
- 2008 : Un conte de Noël d'Arnaud Desplechin - Le juge
- 2012 : A l'aveugle  - Sœur Marguerite

### Télévision
- 1957 : En votre âme et conscience, épisode : L'Affaire Allard de  Jean-Paul Carrère
- 1959 : Les Trois Mousquetaires de Claude Barma
- 1989 : Lifting (Intrigues) d'Emmanuel Fonlladosa
- 1989 : En cas de Bonheur série de Dominique Giuliani et Paul Vecchiali
- 1995 : Anne Leguen de Stéphane Kurc
- 1995 : Un été brûlant de Jérôme Foulon
- 1997 : Catherine de Médicis d'Yves-André Hubert
- 1998 : Manège de Marc Angelo
- 1999 : La rivale d'Alain Nahum
- 2004 : Une femme dans l'urgence d'Emmanuel Gust

## Théâtre
- 1953 : Kean de Jean-Paul Sartre d'après Alexandre Dumas, mise en scène Pierre Brasseur, Théâtre Sarah Bernhardt
- 1955 : Kean de Jean-Paul Sartre d'après Alexandre Dumas, mise en scène Pierre Brasseur, Théâtre des Célestins
- 1955 : Pour Lucrèce de Jean Giraudoux, mise en scène Jean-Louis Barrault, Théâtre des Célestins
- 1958 : Tartuffe de Molière, mise en scène Guy Parigot, Comédie de l'Ouest
- 1958 : Clérambard de Marcel Aymé, mise en scène Georges Goubert, Comédie de l'Ouest
- 1959 : La guerre de Troie n'aura pas lieu de Jean Giraudoux, mise en scène Guy Parigot, Comédie de l'Ouest
- 1959 : Créanciers d'August Strindberg, mise en scène Grégory Chmara, Théâtre de Poche Montparnasse
- 1959 : Les Petits Bourgeois d'après Maxime Gorki, mise en scène Grégory Chmara, Théâtre de l'Œuvre
- 1960 : Pâques d’August Strindberg, Histoire de nuit de Sean O'Casey, Une mesure pour rien de Jean Rebel, mise en scène André Cellier, Poche Montparnasse
- 1967 : Les Derniers de Maxime Gorki, mise en scène Jean Dasté, Comédie de Saint-Étienne
- 1967 : La Maison des cœurs brisés de George Bernard Shaw, mise en scène Jean Tasso, Centre dramatique de l'Est
- 1968 : Que ferez-vous en novembre ? de René Ehni, mise en scène Aldo Trionfo, Théâtre de Lutèce
- 1969 : Que ferez-vous en novembre ? de René Ehni, mise en scène Aldo Trionfo, Théâtre national de Strasbourg
- 1978 : Déménagement d'Anne-Marie Kraemer, mise en scène Jacques Kraemer, Festival d’Avignon
- 1985 : Dernière Lettre d'une mère juive soviétique à son fils d'après Vassili Grossman, mise en scène André Cellier, Théâtre de Poche Montparnasse
- 1986 : Dernière Lettre d'une mère juive soviétique à son fils d'après Vassili Grossman, mise en scène André Cellier, tournée
- 1989 : Ossia de Didier-Georges Gabily, mise en scène de l'auteur, Poche Montparnasse
- 1990 : Ossia de Didier-Georges Gabily, mise en scène de l'auteur, Théâtre national de Strasbourg
- 1991 : Été et Fumées de Tennessee Williams, mise en scène Gilles Gleizes, Théâtre de Rungis
- 1998 : Vie de Myriam C. de François Bon, mise en scène Charles Tordjman, Théâtre de la Manufacture
- 1999 : Vie de Myriam C. de François Bon, mise en scène Charles Tordjman, Théâtre national de la Colline
- 2010 : Oncle Vania d'Anton Tchekhov, mise en scène Marcel Maréchal, Théâtre 14 Jean-Marie Serreau, Tréteaux de France